# 魁查爾
魁查爾（Quetzal），或做魁札爾鳥、格查爾鳥，是咬鵑目咬鹃科下的一些鳥類的通稱，其中最著名鳥類的就是瓜地馬拉的國鳥鳳尾綠咬鵑。
魁查爾主要生活在中美洲的山地雨林中。有五个物种，分屬角咬鵑屬及綠咬鵑屬，大多数种类体长24∼46公分。
魁查爾有绿色或黄绿色的复羽翼、背部、胸部和头部，腹部呈红色。它们以水果、浆果、昆虫和小型的脊椎动物（如青蛙）为食。 

## 保护状况
魁查爾的生存状况没有受到威胁，虽然凤尾绿咬鹃处于接近受到威胁的状况。